# Sympecma fusca
Sympecma fusca és un odonat zigòpter de la família dels lèstids que habita des d'Europa fins a l'Àsia central. Es troba per tota Península Ibèrica i a les Balears. Viuen en una varietat àmplia d'aigües estancades o de corrent dèbil amb abundant vegetació, especialment on hi ha boves i joncs morts flotant. En aquesta espècie els adults es poden veure durant tot l'any, ja que també són hivernants. Aquests adults hivernants són més actius reproductivament al voltant de l'abril i els nous adults apareixen durant l'agost i setembre.